# مورسویل (میسیسیپی)
مورسویل (به انگلیسی: Mooresville) مکانی در ایالت میسیسیپی کشور ایالات متحده آمریکا است که جمعیت آن در سرشماری سال ۲۰۱۰ میلادی، ۶۵۰
نفر بوده‌است.